# Pleidelsheim
Pleidelsheim ist eine Gemeinde im Landkreis Ludwigsburg etwa acht Kilometer nördlich der Kreisstadt Ludwigsburg. Sie gehört zur Region Stuttgart (bis 1992 Region Mittlerer Neckar) und zur europäischen Metropolregion Stuttgart.

## Geographie

Durchschnittliche jährliche Niederschlagsmenge in Pleidelsheim 711 mm

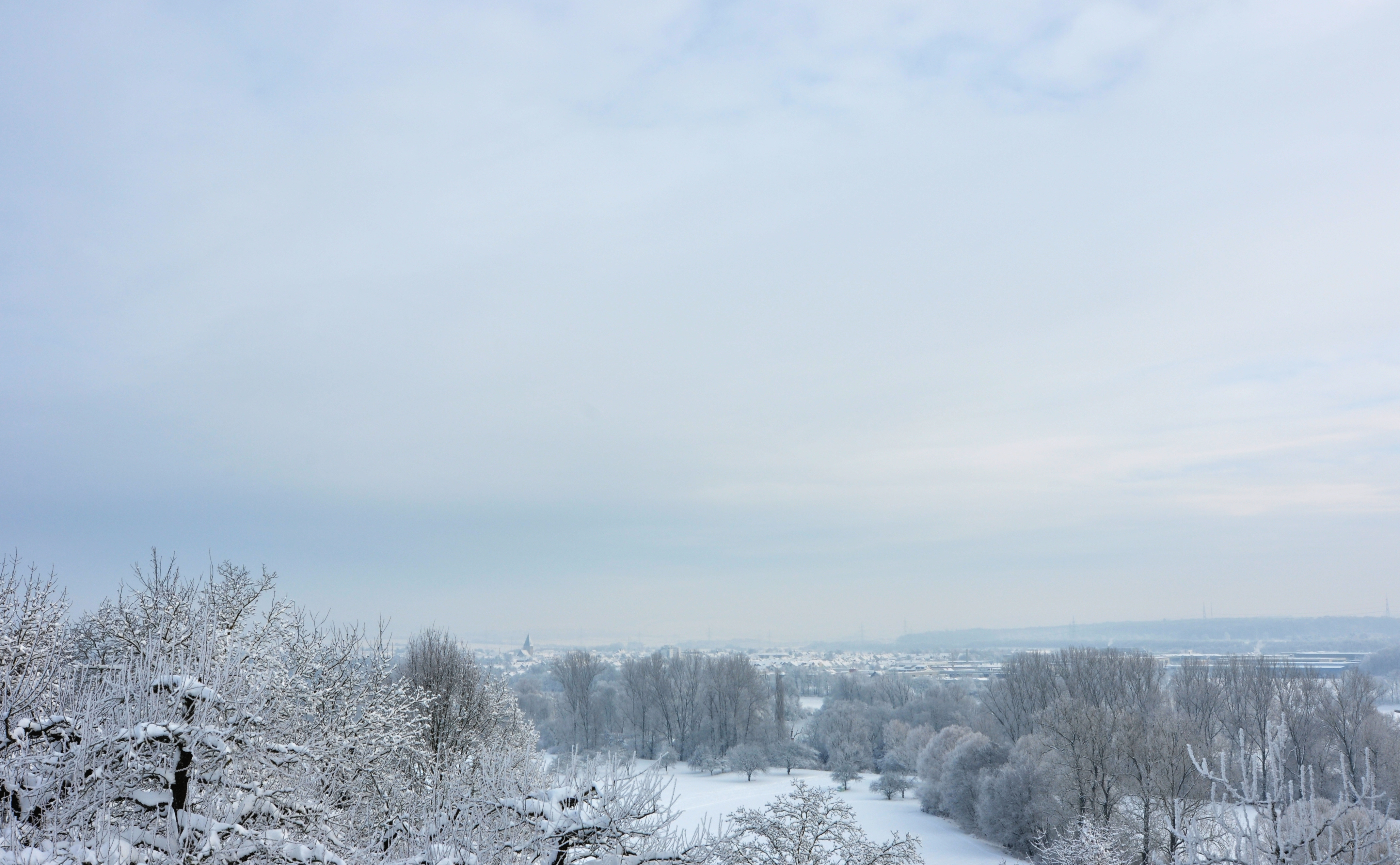
Wiesental zwischen Pleidelsheim und Ingersheim, im Hintergrund Pleidelsheim

### Geographische Lage
Pleidelsheim liegt in einem weiten, flachen Tal rund acht Kilometer nördlich von Ludwigsburg und 20 Kilometer nördlich von Stuttgart im Naturraum Neckarbecken. Eine unbewohnte Exklave im Hardtwald bei Rielingshausen wird dem Naturraum Schwäbisch-Fränkische Waldberge zugerechnet. Das Gemeindegebiet erstreckt sich auf 10,18 km² Fläche. Der tiefste Punkt des Ortes ist bei 182 m, der höchste bei 243 m ü. NN. Die Nachbargemeinden sind Murr, Freiberg am Neckar, Ingersheim, Mundelsheim und Höpfigheim (Stadtteil von Steinheim an der Murr). Der Ort liegt in einer Neckarschlinge und wird von dem Bach Riedbach durchflossen, der am westlichen Ortsrand in den Neckar mündet. Entlang des Neckars erstrecken sich die Naturschutzgebiete Altneckar und Pleidelsheimer Wiesental, die durch ihre Flussauen und Feuchtbiotope geprägt sind. Zu Pleidelsheim gehört ein Gemeindewald von 186 ha, der als Exklave im östlichen Teil des Kreisgebiets liegt.

### Nachbargemeinden
Pleidelsheim grenzt reihum im Norden ganz kurz an die Gemeinde Mundelsheim, dann an die Stadt Steinheim an der Murr, im Osten an die Gemeinde Murr, im Südosten an die Gemeinde Benningen am Neckar, im Süden an die Stadt Freiberg am Neckar und im Westen an die Gemeinde Ingersheim, die alle ebenfalls zum Kreis Ludwigsburg gehören.

### Gemeindegliederung
Zu Pleidelsheim gehören das Dorf Pleidelsheim, das Gehöft Sonnenhof und das Laufwasserkraftwerk sowie der abgegangene Ortsteil Kuchenbach-St. Anna. Ein Gewann südlich von Pleidelsheim wird immer noch St. Anna genannt.
Zu Pleidelsheim gehört seit 1553 zudem ein Teil des Hardtwaldes bei Rielingshausen.

### Flächenaufteilung
Nach Daten des Statistischen Landesamtes, Stand 2014.

### Schutzgebiete
Am Neckar im Süden des Gemeindegebiets liegen die Naturschutzgebiete Pleidelsheimer Wiesental und Altneckar, die in das Landschaftsschutzgebiet Neckartal zwischen Benningen und Großingersheim mit angrenzenden Gebieten eingebettet sind. Im Norden hat die Gemeinde einen Anteil am Landschaftsschutzgebiet Neckartal zwischen Großingersheim und Hessigheim mit Umgebung (insbesondere Beutenbachtal, Wurmberg, Kallenberg, Salen, Hart und Bachwiesental). Die Naturschutzgebiete sind auch Bestandteil des FFH-Gebiets Nördliches Neckarbecken und sind zudem als Vogelschutzgebiet Pleidelsheimer Wiesental mit Altneckar gemeldet.

## Geschichte

### Überblick

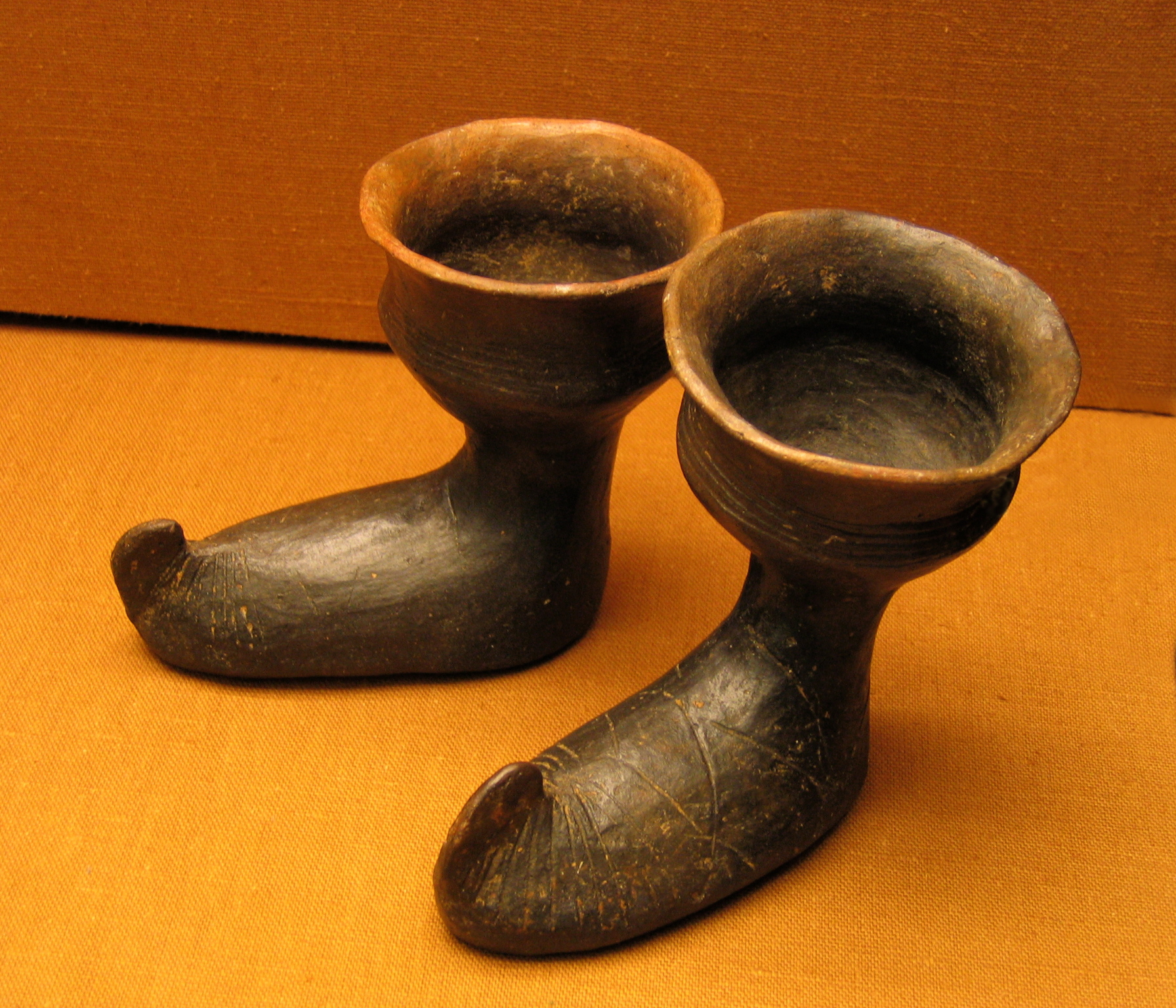
Schuhförmige Keramikgefäße aus dem Frauengrab Nr. 140 des fränkisch-alamannischen Gräberfeldes (um 539–555 n. Chr.)

Bereits vor Römern, Kelten und Germanen siedelten in der fruchtbaren Pleidelsheimer Senke die Menschen der Steinzeit.
Der Ort selbst geht auf eine fränkisch-alemannische Gründung des 6./7. Jahrhundert zurück. Namensgeber ist ein gewisser Blidolf, dessen Gehöft auf dem heutigen Gemeindegebiet lag (im Bereich der heutigen Mundelsheimer Straße). In alten Chroniken und Karten lautet der Ortsname deshalb zumeist „Blidolvsheim“ (genau: 972 Blidoluesheim, 12. Jahrhundert Blidelssheim, 1300 Blidolfishain). Zwischen dem 5. und dem 7. Jahrhundert wurde ein fränkisch-alemannischer Reihengräberfriedhof am nördlichen Ortsrand angelegt. Bei Ausgrabungen 1969 und 1989/90 wurden über 250 Gräber gefunden.
Pleidelsheim wurde anlässlich einer Schenkung an das Kloster Lorsch erstmals im Jahre 794 im Lorscher Codex urkundlich erwähnt als Blidolvesheim. Der Ort wechselte mehrmals seinen Besitzer: 972 zum Hochstift Speyer, Anfang des 12. Jahrhunderts zum Kloster Hirsau, 1245 an das Stift Backnang und schließlich 1455 an Württemberg. Im 12. Jahrhundert gehörte der Ort zum Einflussbereich der Staufer.
Aus der Blütezeit des Ortes im 16. und 17. Jahrhundert stammen viele historische Gebäude. Für das Jahr 1587 ist eine Feldkapelle zur Heiligen Anna bezeugt. Während des Pfälzischen Erbfolgekriegs befand sich im Juli 1693 in Pleidelsheim das französische Hauptquartier.
Pleidelsheim gehörte als Bestandteil Altwürttembergs seit 1463 zum Amt bzw. (seit dem 18. Jahrhundert) Oberamt Marbach. Dies änderte sich auch durch die Umsetzung der neuen Verwaltungsgliederung im 1806 gegründeten Königreich Württemberg nicht.
Bis zu Beginn des 20. Jahrhunderts war Pleidelsheim ausschließlich von der Landwirtschaft geprägt. 1960 gab es noch 171 land- und forstwirtschaftliche Betriebe, 1974 jedoch nur noch 71. Heute sind es noch 15 landwirtschaftliche Betriebe mit einer Fläche von mindestens 2 ha. Hauptsächlich wurde Getreide angebaut, aber auch Tabak. Der ab 1709 bedeutende Tabakanbau kam 1991 zum Erliegen. Ab 1724 wurde Mais angebaut und seit 1929 wird in Pleidelsheim viel Spargel angebaut. Die Einführung der Dreifelderwirtschaft ermöglichte eine Verbesserung der landwirtschaftlichen Produktion. Es gibt heute elf Aussiedlerhöfe.
Bei der Kreisreform während der NS-Zeit in Württemberg gelangte Pleidelsheim 1938 vom Kreis Marbach zum Landkreis Ludwigsburg. 1945 wurde der Ort Teil der Amerikanischen Besatzungszone und gehörte somit zum neu gegründeten Land Württemberg-Baden, das 1952 im jetzigen Bundesland Baden-Württemberg aufging.

### Christentum
Seit Einführung der Reformation im 16. Jahrhundert war Pleidelsheim vorwiegend evangelisch (Mauritiuskirche aus dem 12. Jahrhundert). Die evangelische Gemeinde gehört zum Kirchenbezirk Marbach der Evangelischen Landeskirche. Erst mit den Vertriebenen zu Ende des Zweiten Weltkrieges kamen auch wieder Katholiken in den Ort. Daher wurde 1955 die katholische Kirche St. Petrus und Paulus erbaut. Die katholische Gemeinde ist Bestandteil des Dekanats Ludwigsburg. Des Weiteren gibt es eine evangelisch-methodistische Kirchengemeinde. Mit der Fatih-Moschee ist auch ein muslimisches Gotteshaus vorhanden.

### Konfessionsstatistik
Gemäß der Volkszählung 2011 waren 37,6 % der Einwohner evangelisch, 26,5 % römisch-katholisch und 35,9 % waren konfessionslos, gehörten einer anderen Religionsgemeinschaft an oder machten keine Angabe. Die Zahl der Protestanten und Katholiken ist seitdem gesunken. Ende 2020 waren von den Einwohnern 30,6 % evangelisch, 22,9 % römisch-katholisch und 46,5 % gehörten keiner oder anderen Konfessionen an. Der Anteil der letzten Gruppe an der Bevölkerung stieg im Jahr 2020 um 2,2 % an. Ende 2019 hatte Pleidelsheim 6.479 Einwohner, 32,1 % der Einwohnerschaft ist evangelisch, 23,6 % römisch-katholisch und 44,3 % gehörten keiner oder anderen Konfessionen an.
Mit (Stand 31. Dezember 2015) waren 34,2 % der Einwohner evangelisch, 26,1 % katholisch, 39,7 % gehörten einer anderen oder keiner Konfession an. Der Anteil der letzten Gruppe an der Bevölkerung stieg im Jahr 2015 um 1,5 % an.

### Einwohnerentwicklung
| Einwohnerentwicklung seit 1871 | Einwohnerentwicklung seit 1871 | Einwohnerentwicklung seit 1871       | Einwohnerentwicklung seit 1871          |
| Jahr                           | Einwohner                      | davon männliche Einwohner in Prozent | davon ausländische Einwohner in Prozent |
| ------------------------------ | ------------------------------ | ------------------------------------ | --------------------------------------- |
| 1871                           | 1.225                          | 45,87                                |                                         |
| 1900                           | 1.135                          | 46,34                                |                                         |
| 1933                           | 1.029                          | 49,17                                |                                         |
| 1950                           | 1.602                          | 46,94                                |                                         |
| 1961                           | 2.282                          | 49,91                                | 3,19                                    |
| 1965                           | 3.130                          | 51,56                                |                                         |
| 1972                           | 4.061                          | 49,34                                | 12,48                                   |
| 1982                           | 4.171                          | 49,10                                |                                         |
| 1992                           | 5.226                          | 48,14                                | 16,76                                   |
| 1998                           | 6.028                          | 49,92                                | 17,71                                   |
| 2002                           | 6.256                          | 48,59                                | 17,08                                   |
| 2010                           | 6.272                          | 49,16                                | 16,37                                   |
| 2015                           | 6.284                          | 49,36                                | 18,17                                   |
| 2020                           | 6.433                          | 49,92                                | 20,46                                   |

## Politik

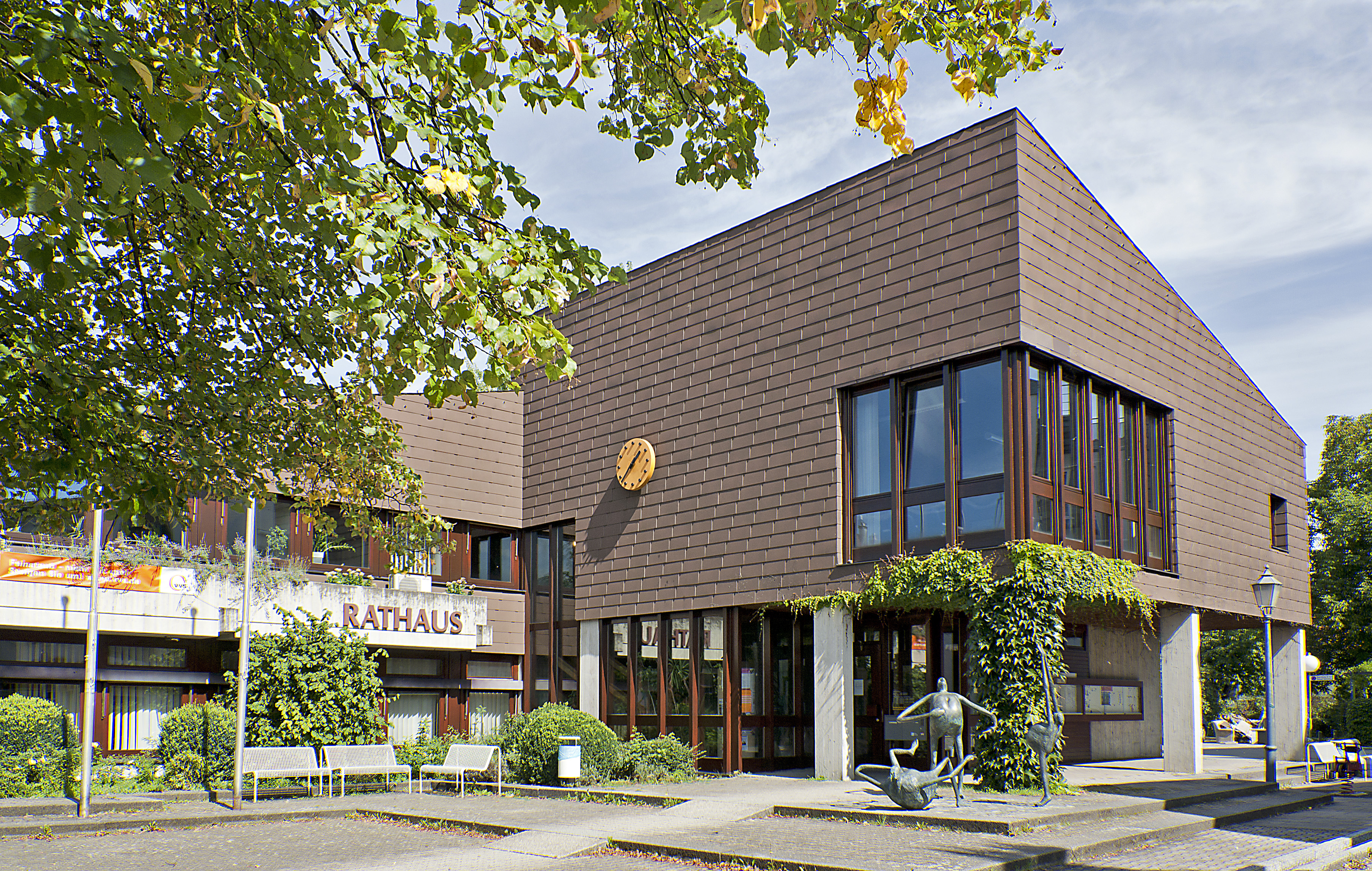
Das neue Rathaus von Pleidelsheim

### Gemeinderat
Der Gemeinderat in Pleidelsheim besteht aus den 14 gewählten ehrenamtlichen Gemeinderäten und dem Bürgermeister als Vorsitzendem. Der Bürgermeister ist im Gemeinderat stimmberechtigt.
Die Kommunalwahl am 9. Juni 2024 führte zu folgendem Ergebnis.
| Parteien und Wählergemeinschaften | Parteien und Wählergemeinschaften           | % 2024  | Sitze 2024 | % 2019  | Sitze 2019 | Kommunalwahl 2024 %50403020100 41,92 %22,25 %18,16 %11,97 %5,70 %n. k. % CDUWIRFWSPDVielfaltGrüneGewinne und Verlusteim Vergleich zu 2019 %p 10 8 6 4 2 0 −2 −4 −6 −8−10−12−14−16+9,70 %p−0,18 %p+1,16 %p−1,27 %p+5,70 %p−15,11 %pCDUWIRFWSPDVielfaltGrüne |
| CDU                               | Christlich Demokratische Union Deutschlands | 41,92   | 6          | 32,22   | 5          | Kommunalwahl 2024 %50403020100 41,92 %22,25 %18,16 %11,97 %5,70 %n. k. % CDUWIRFWSPDVielfaltGrüneGewinne und Verlusteim Vergleich zu 2019 %p 10 8 6 4 2 0 −2 −4 −6 −8−10−12−14−16+9,70 %p−0,18 %p+1,16 %p−1,27 %p+5,70 %p−15,11 %pCDUWIRFWSPDVielfaltGrüne |
| WIR                               | WIR!-Bürger für Pleidelsheim                | 22,25   | 3          | 22,43   | 3          | Kommunalwahl 2024 %50403020100 41,92 %22,25 %18,16 %11,97 %5,70 %n. k. % CDUWIRFWSPDVielfaltGrüneGewinne und Verlusteim Vergleich zu 2019 %p 10 8 6 4 2 0 −2 −4 −6 −8−10−12−14−16+9,70 %p−0,18 %p+1,16 %p−1,27 %p+5,70 %p−15,11 %pCDUWIRFWSPDVielfaltGrüne |
| FWV                               | Freie Wählervereinigung Pleidelsheim e. V.  | 18,16   | 2          | 17,00   | 2          | Kommunalwahl 2024 %50403020100 41,92 %22,25 %18,16 %11,97 %5,70 %n. k. % CDUWIRFWSPDVielfaltGrüneGewinne und Verlusteim Vergleich zu 2019 %p 10 8 6 4 2 0 −2 −4 −6 −8−10−12−14−16+9,70 %p−0,18 %p+1,16 %p−1,27 %p+5,70 %p−15,11 %pCDUWIRFWSPDVielfaltGrüne |
| SPD                               | Sozialdemokratische Partei Deutschlands     | 11,97   | 2          | 13,24   | 2          | Kommunalwahl 2024 %50403020100 41,92 %22,25 %18,16 %11,97 %5,70 %n. k. % CDUWIRFWSPDVielfaltGrüneGewinne und Verlusteim Vergleich zu 2019 %p 10 8 6 4 2 0 −2 −4 −6 −8−10−12−14−16+9,70 %p−0,18 %p+1,16 %p−1,27 %p+5,70 %p−15,11 %pCDUWIRFWSPDVielfaltGrüne |
| Vielfalt                          | Vielfalt Pleidelsheim                       | 5,70    | 1          | –       | –          | Kommunalwahl 2024 %50403020100 41,92 %22,25 %18,16 %11,97 %5,70 %n. k. % CDUWIRFWSPDVielfaltGrüneGewinne und Verlusteim Vergleich zu 2019 %p 10 8 6 4 2 0 −2 −4 −6 −8−10−12−14−16+9,70 %p−0,18 %p+1,16 %p−1,27 %p+5,70 %p−15,11 %pCDUWIRFWSPDVielfaltGrüne |
| GRÜNE                             | Offene Grüne Liste Pleidelsheim             | –       | –          | 15,11   | 2          | Kommunalwahl 2024 %50403020100 41,92 %22,25 %18,16 %11,97 %5,70 %n. k. % CDUWIRFWSPDVielfaltGrüneGewinne und Verlusteim Vergleich zu 2019 %p 10 8 6 4 2 0 −2 −4 −6 −8−10−12−14−16+9,70 %p−0,18 %p+1,16 %p−1,27 %p+5,70 %p−15,11 %pCDUWIRFWSPDVielfaltGrüne |
| gesamt                            | gesamt                                      | 100,0   | 14         | 100,0   | 14         | Kommunalwahl 2024 %50403020100 41,92 %22,25 %18,16 %11,97 %5,70 %n. k. % CDUWIRFWSPDVielfaltGrüneGewinne und Verlusteim Vergleich zu 2019 %p 10 8 6 4 2 0 −2 −4 −6 −8−10−12−14−16+9,70 %p−0,18 %p+1,16 %p−1,27 %p+5,70 %p−15,11 %pCDUWIRFWSPDVielfaltGrüne |
| Wahlbeteiligung                   | Wahlbeteiligung                             | 62,85 % | 62,85 %    | 49,74 % | 49,74 %    | Kommunalwahl 2024 %50403020100 41,92 %22,25 %18,16 %11,97 %5,70 %n. k. % CDUWIRFWSPDVielfaltGrüneGewinne und Verlusteim Vergleich zu 2019 %p 10 8 6 4 2 0 −2 −4 −6 −8−10−12−14−16+9,70 %p−0,18 %p+1,16 %p−1,27 %p+5,70 %p−15,11 %pCDUWIRFWSPDVielfaltGrüne |

### Bürgermeister
- um 1680: Johann Feylmezger
- 1925–1945: Hermann Keller
- 1948–1960: Hermann Keller
- 1960–1982: Eberhard Siegle
- 1982–1998: Erwin Paulus
- 1998–2001: Ulrich Bahmer
- seit 2001: Ralf Trettner

Bei der Bürgermeisterwahl 2025 trat Trettner nicht erneut an. Am 1. Juni 2025 wurde Sabrina Lee mit 54,7 Prozent der Stimmen zur Bürgermeisterin gewählt. Sie tritt das Amt am 1. September 2025 an.

### Wappen und Flagge
Das Wappen zeigt in Gold zwei schräg gekreuzte schwarze Doppelhaken. Als Marksteinzeichen diente früher ein B (gemäß der alten Schreibweise, s. o.). Im Gemeindesiegel erscheint später ein einzelner Doppelhaken. 1937 „verdoppelte“ die Gemeinde ihre Wappenfigur, womit das heutige Wappen entstand.
Die Gemeindeflagge ist rot-weiß und wurde am 13. September 1954 verliehen. Dabei wurden bewusst Farben gewählt, die von denen des Gemeindewappens abwichen, um die Flagge von der Landesflagge zu unterscheiden.

### Partnerschaften
Fertőszentmiklós in Ungarn ist seit 1987 Partnergemeinde von Pleidelsheim.

## Kultur und Sehenswürdigkeiten

### Museen
In der Gemeinde gab es das Zweirad-Museum Pleidelsheim, das 1993 als Krauser-Gedächtnis-Zweiradmuseum gegründet wurde und neben vielen Motorrädern auch einige Autos ausstellt. Nach dem Tod von Manfred Wirth 2014 leitete es sein Sohn Rainer, der 2023 verstarb. Kernstück der im Museum gezeigten Sammlung sind Krauser-Rennmaschinen und BMW-Motorräder 2010 wurden Exponate im Gesamtwert von einer halben Million Euro aus dem Museum entwendet. Die Zeitschrift Touren Fahrer bewertet das Museum als sehenswert und interessant.
Außerdem gibt das 2010 eröffnete Tabak-, Spargel- und Heimatmuseum und seit 1998 ein Evangelisches Kirchenmuseum im Pfarrhaus.

### Musik
Der GSV Pleidelsheim e. V. betreibt in seiner Gesangsabteilung mehrere Chöre. Durch den Musikzug der Freiwilligen Feuerwehr gibt es zwei aktive Blaskapellen. An der Jugendmusikschule Freiberg a.N./Pleidelsheim e. V. werden verschiedene Instrumente, Gesang, Schauspiel und Ballett gelehrt.

### Bauwerke

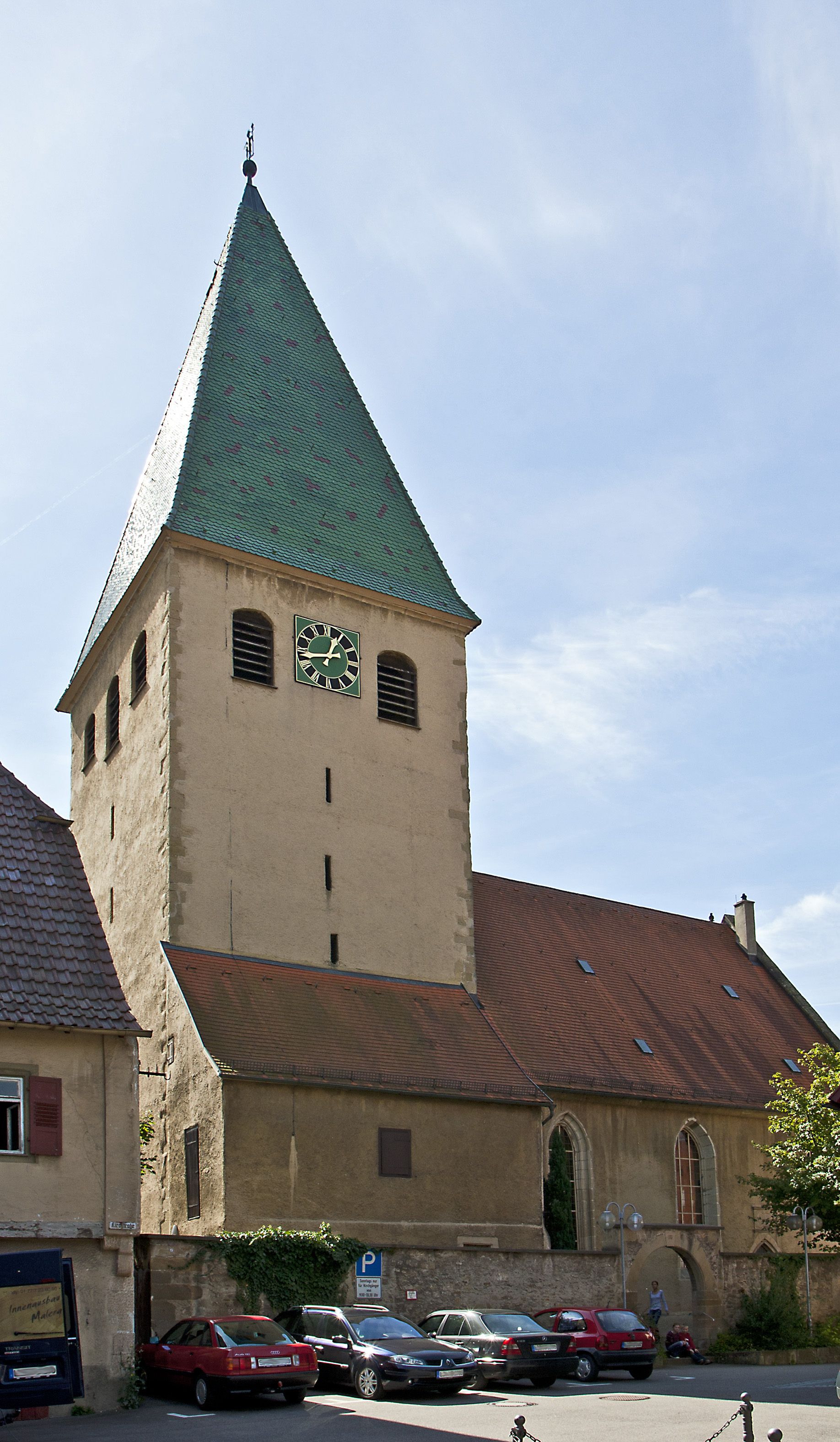
Mauritiuskirche

- Die romanische Mauritiuskirche wird 1300 erstmals erwähnt. Sie weist einen mächtigen Wehrturm aus dem 14. Jahrhundert auf, der als Wahrzeichen Pleidelsheims gilt und schon von weitem sichtbar ist. Er ist einer der ältesten erhaltenen Kirchtürme in der Region. Die Kirche selbst wurde in ihrer Geschichte mehrmals umgebaut und erweitert; ihre heutige Gestalt erhielt sie im Jahre 1586 von Georg Beer. Der wuchtige, flachgedeckte Sandsteinbau besitzt im Innern eine große Empore, die mit Bildtafeln aus dem 17. Jahrhundert geschmückt ist. Aus derselben Zeit wie die Gemälde stammt auch die Kanzel.

- In unmittelbarer Nähe der Mauritiuskirche befinden sich das Pfarrhaus (Fachwerkbau aus dem 17. Jahrhundert), die Mühle (ehemalige Kelter, Steinhaus von 1511), der Gasthof Ochsen (um 1600), der Hasenhof (1586 umgebaut) sowie zahlreiche andere historische Fachwerkbauten des 16. und 17. Jahrhunderts. Das Alte Rathaus von 1613 befindet sich in der Ortsmitte inmitten der Hauptstraße.

- Im Gemeindewald östlich des Ortes liegt die Gedenkstätte Russischer Friedhof. Im Zweiten Weltkrieg wurde dort ein Zwangsarbeiterlager errichtet, in dem polnische, sowjetische und französische Gefangene beim Bau der Autobahn Stuttgart-Heilbronn und in umliegenden Industriebetrieben Zwangsarbeit verrichten mussten. Dabei verloren elf von ihnen das Leben und wurden dort bestattet.[27] Zeitweilig diente das Barackenlager auch als Seuchenlager des nahen Durchgangslagers Bietigheim.

- Auf dem Friedhof an der Hauptstraße steht das Friedhofstürmle, Teil eines Totenhauses aus dem 17. Jahrhundert.

- Im Verlauf des Neckars liegen das Wasserkraftwerk Pleidelsheim, der Seitenkanal Pleidelsheim und die Schleuse Pleidelsheim.

Skulpturen und Brunnen

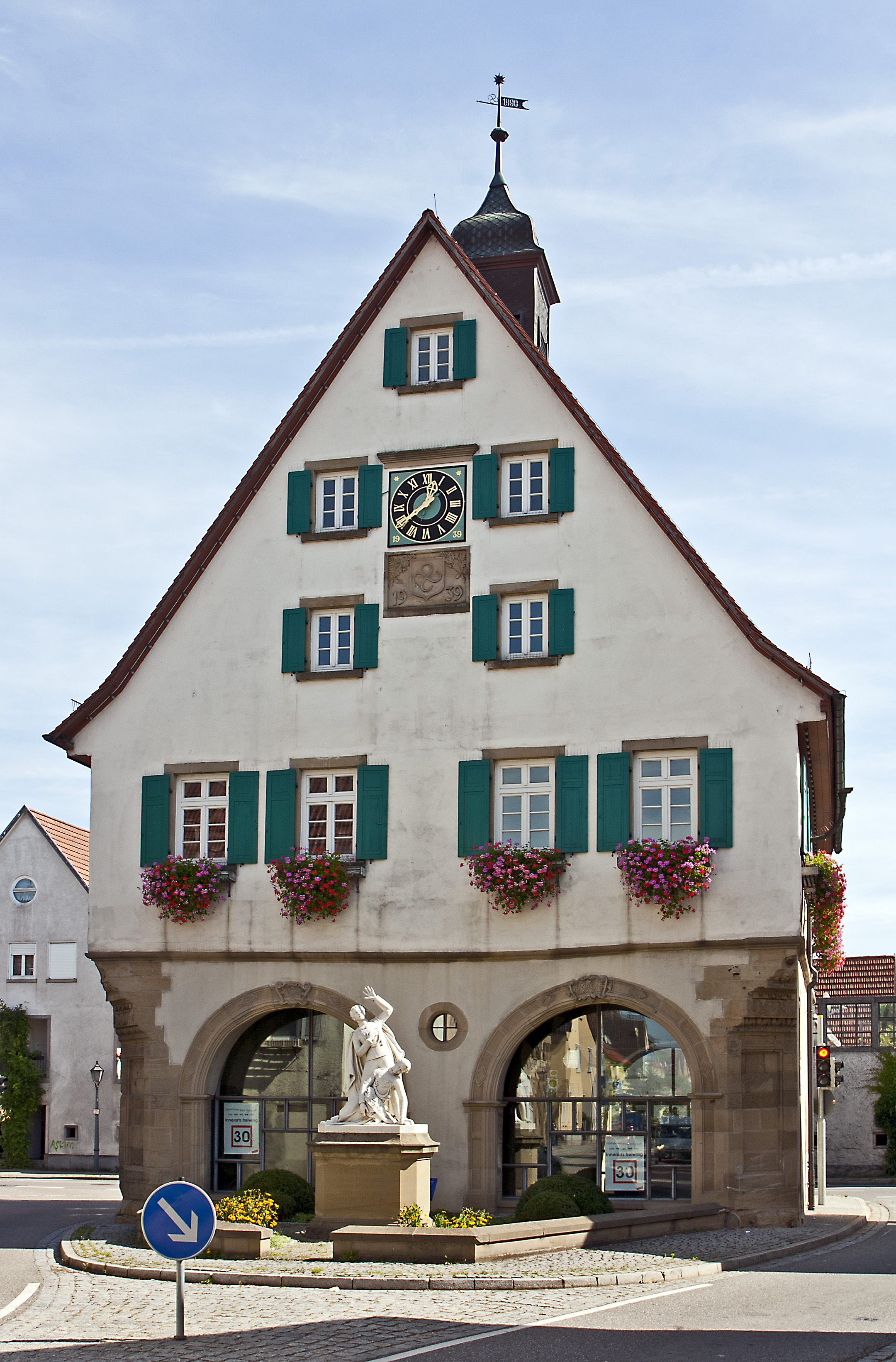
Taubedenkmal vor dem Alten Rathaus

- Taubedenkmal vor dem Pleidelsheimer Alten Rathaus stellt die beiden Brüder Erich und Axel von Taube dar, die als Freiwillige am Deutsch-Französischen Krieg 1870/71 teilnahmen und in der Schlacht von Champigny am 2. Dezember 1870 gefallen sind. Das Denkmal wurde der Gemeinde 1885 von dem Bildhauer Ludwig von Hofer geschenkt, da sein Vater in Pleidelsheim geboren worden war.
- Rathausbrunnen, im Jahr 1971 zur Neuerrichtung des Rathauses von Jörg Failmezger gestalteter Brunnen aus Beton.
- Gänsebrunnen am Hindenburgplatz, eingeweiht 1987 (Jörg Failmezger).
- Spargelbrunnen an einem Gebäude in der Beihinger Straße, eingeweiht 1988 (Jörg Failmezger).
- Froschbrunnen, in der Friedrichstraße, eingeweiht 1990 (Jörg Failmezger).
- Skulpturengruppe Hirsebäuche, am Rathaus Pleidelsheim, eingeweiht 1994 (Jörg Failmezger).

### Naturdenkmäler
- Das Naturschutzgebiet Altneckar (ausgewiesen 1979, Natura 2000 Gebiet) ist ein nicht für die Schifffahrt veränderter Abschnitt des Neckars.
- Das Naturschutzgebiet Pleidelsheimer Wiesental (ausgewiesen 1977, Natura 2000 Gebiet), ein ehemaliger Baggersee, schließt sich an den Altneckar an. Viele Tier- und Pflanzenarten haben hier einen hervorragenden Lebensraum gefunden, wie 23 Fischarten im Neckar, rund 79 Wildbienen- sowie 120 Vogelarten. Daher wurde dieser Bereich zum Vogelschutzgebiet erklärt. Das Pleidelsheimer Wiesental umfasst das Naturdenkmal Kiesweiher.
- Der Bachlauf mit Feuchtbiotop Riedbachaue wurde 1994 zum geschützten Grünbestand erklärt. Er ist identisch mit dem Naturdenkmal Feuchtgebiet am Riedbach
- Die Silberlinde am Kirchplatz war ein Naturdenkmal, allerdings musste sie 2008 gefällt werden und wurde durch eine neue, junge Linde ersetzt.[28]
- Die Stieleiche beim Oberen Gemeindewald ist ein Naturdenkmal.
- Landschaftsschutzgebiet Neckartal zwischen Benningen und Großingersheim mit angrenzenden Gebieten (1985)
- Landschaftsschutzgebiet Neckartal zwischen Großingersheim und Hessigheim mit Umgebung (ausgewiesen 1989)
- Landschaftsschutzgebiet Hardtwald, Kaisersbachtal, Rohrbachtal, Benning und Harzberg sowie Bottwartal zwischen Großbottwar und Kleinbottwar mit angrenzenden Gebieten (1989)[29]

### Sport
Der GSV Pleidelsheim e. V. verfügt über drei Fußballmannschaften. Die 1. Mannschaft spielt in der Landesliga, die 2. sowie die 3. Mannschaft in der Kreisliga B. Die Jugendfußball-Abteilung hat elf Jugendmannschaften im Spielbetrieb. Ferner unterhält der Verein eine große Turnabteilung.
Auf dem Gemeindegebiet gibt es das Segelfluggelände Pleidelsheim und weitere Sportstätten, wie eine Reithalle und Tennisplätze.

### Kulinarische Spezialitäten
Pleidelsheim ist für seinen Spargelanbau bekannt.

## Wirtschaft und Infrastruktur
Pleidelsheim besitzt seit 1964 ein Gewerbegebiet.

### Verkehr
Pleidelsheim ist über die Bundesautobahn 81 an das überregionale Straßennetz angebunden.
Durch Pleidelsheim verläuft der Neckartal-Radweg, der als Fernradweg von Villingen-Schwenningen nach Mannheim führt. Er verläuft dabei von Freiberg am Neckar über Großingersheim nach Pleidelsheim und weiter über Mundelsheim und Hessigheim nach Besigheim.
Die Schleuse Pleidelsheim führt den Schiffsverkehr an der Neckarstaustufe vorbei.

### Umweltzone
In Pleidelsheim gilt seit dem 1. Juli 2008 die Feinstaubplakettenpflicht, da im Jahr 2007 der Grenzwert für den PM-10-Tagesmittelwert nicht eingehalten wurde. Das Industriegebiet Pleidelsheim und die ortsnahe Ortsumfahrung sind von der Umweltzone ausgenommen.

### Ansässige Unternehmen
- Die 1911 von Gottlob Gussmann gegründete Matratzenfabrik gehört heute zur femira Schlafsysteme GmbH.
- Die Greiner GmbH stellt Spezialstühle, wie Friseurstühle, her.
- Die Firma Parker Hannifin GmbH & Co. KG (O-Ring Division Europe) beschäftigt in Pleidelsheim etwa 300 Mitarbeiter in der Produktion von Dichtungen.
- Die Spang GmbH stellt Produkte aus Keramik wie Übertöpfe und Vasen her.
- Die Spectral Audio Möbel GmbH stellt Möbel mit Sound- und Technikintegration her.
- Die Mechatronik Classic GmbH restauriert und verkauft exklusive Autos.

### Medien
In Pleidelsheim erscheinen einmal wöchentlich die Pleidelsheimer Nachrichten, das Amtsblatt der Gemeinde Pleidelsheim.
Über aktuelle Ereignisse in Pleidelsheim berichten u. a. die Bietigheimer Zeitung, die Ludwigsburger Kreiszeitung, die Marbacher Zeitung und die Stuttgarter Zeitung.

### Bildung
Mit der Friedensschule hat Pleidelsheim eine eigene Grundschule mit etwa 300 Schülern in 12 Klassen. Darüber hinaus gibt es drei öffentliche Kindergärten, einen privaten und einen Waldkindergarten. Die weiterführenden Schulen befinden sich in der Oscar-Paret-Schule in Freiberg am Neckar.

### Ver- und Entsorgung

#### Energieversorgung
Das Wasserkraftwerk Pleidelsheim am Neckarkanal Pleidelsheim, das 1915 durch die Elektrizitätswerk Beihingen-Pleidelsheim AG erbaut wurde, gehört heute zur Süwag Energie AG. Nach mehreren Umbauten hat es heute eine Leistung von 4.400 kW; seine mittlere Jahresstromerzeugung beträgt rund 30 Millionen Kilowattstunden.
Das Strom- und Gasnetz in der Gemeinde wird von der Syna GmbH betrieben, die in Pleidelsheim auch eine 110-/20-kV-Umspannanlage betreibt.

#### Wasserversorgung
Pleidelsheim hatte früher im Vergleich zu den meisten anderen Gemeinden im Landkreis Ludwigsburg eine beachtlich große Anzahl an Pumpbrunnen. Neben elf öffentlichen Pumpbrunnen gab es auch noch etwa 100 Privatbrunnen. Dies lag an der Tallage des Ortes und dem daraus resultierenden hohen Grundwasserstand. Die erste zentrale Wasserversorgung wurde 1928 eingerichtet.
Heute ist das Pleidelsheimer Trinkwasser Mischwasser aus Eigenwasser und Bezug von der Bodensee-Wasserversorgung.

#### Abwasser- und Abfallentsorgung

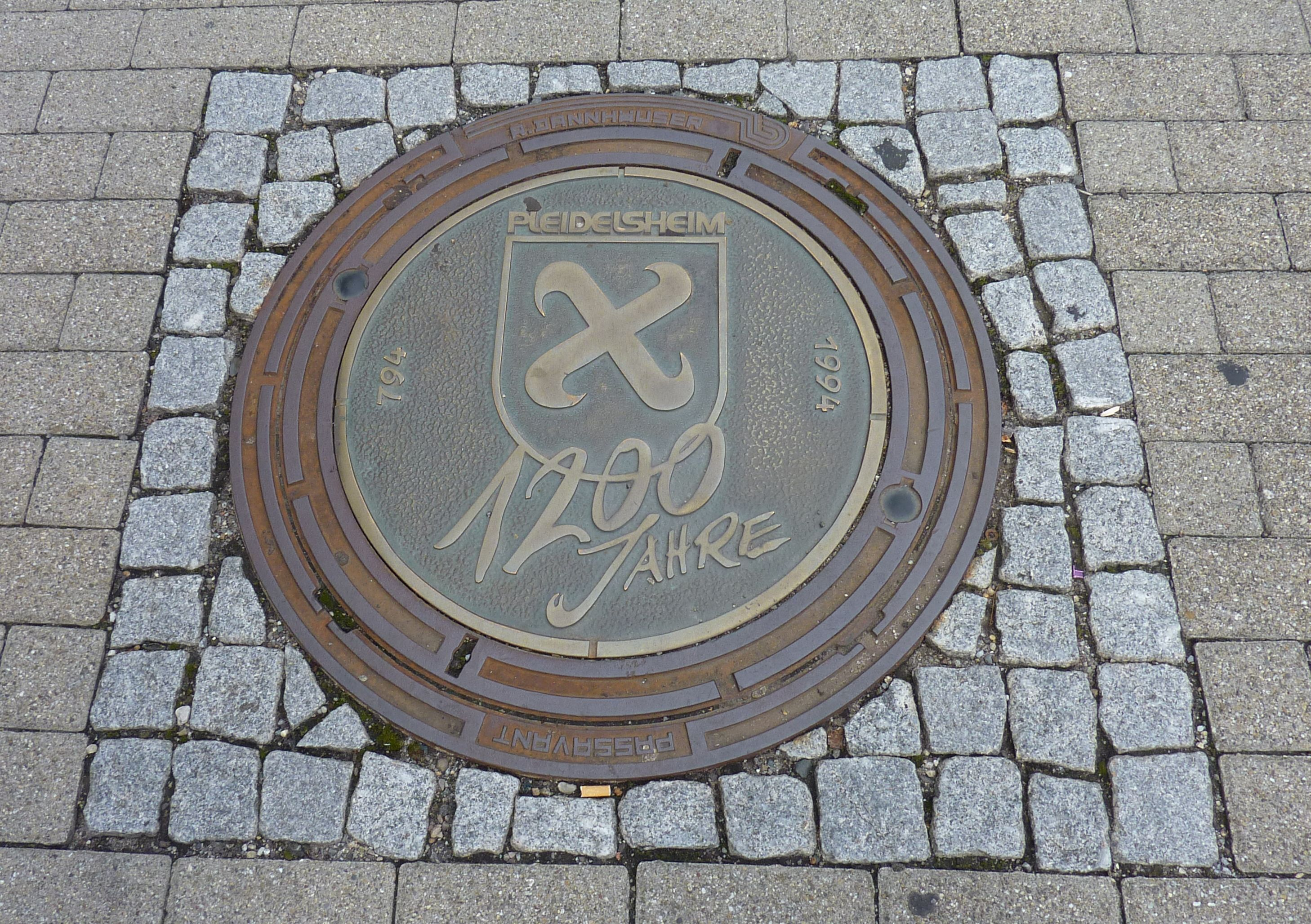
Gullydeckel in Pleidelsheim

Das Abwasser wird in der Bietigheimer Sammelkläranlage Nesselwörth gereinigt.
Die Abfallentsorgung wird von der Abfallverwertungsgesellschaft des Landkreises Ludwigsburg mbH (AVL) übernommen, einer 100%igen Tochtergesellschaft des Landkreises Ludwigsburg. Die AVL ist beauftragt, die Aufgaben zur Vermeidung, Verwertung und Beseitigung von Abfällen im Auftrag des Landkreises Ludwigsburg zu erfüllen.

## Persönlichkeiten

### Ehrenbürger
- 1801, Ludwig von Hofer, † 1887, württembergischer Hofbildhauer
- 1900, Hermann Keller, † 1975, Altbürgermeister
- 1902, Karl Langeneck, † 1997, Sängerfunktionär
- 1904, Daniel Pfeiffer, † 1991, Schulrektor

### Söhne und Töchter der Stadt
- 1667, Anna Elisabeth Kodweiß, geb. Uschalk, † 1740 in Marbach, Tochter des Ochsenwirts Johann Melchior Uschalk und Urgroßmutter von Friedrich Schiller[35]
- 1772, Johann Christian von Pfister, † 1835, Generalsuperintendent, Prälat, Historiker
- 1807, Johann David Wildermuth, † 1885, Professor a. D. und Gymnasiallehrer in Tübingen, Ehemann von Ottilie Wildermuth
- 1812, Adelbert von Keller, † 1883, Germanist und Romanist
- 1946, Thomas Pfeiffer, Bariton und Hochschulprofessor für Gesang

### Weitere Persönlichkeiten
- 1773, Bernhard Gottlieb Denzel, † 1838, Pfarrer in Pleidelsheim.
- 1789, Johannes Nefflen, † 1858, Schriftsteller, war von 1815 bis 1837 Schultheiß in Pleidelsheim.
- 1947, Jörg Failmezger, Bildhauer, lebt und arbeitet in Pleidelsheim.
- 1999, Gigi Birofio, Realitystar